# 이범규
이범규(1987년 1월 12일 ~ )는 대한민국의 배우이다.

## 학력
- 동아방송예술대학교 연극학과

## 연기 활동

### 드라마
- 2011년 KBS1 대하드라마 《광개토태왕》 - 달고 역
- 2015년 네이버TV 웹드라마 《우리 헤어졌어요》 - 구현동 역
- 2016년 KBS2 TV소설 《내 마음의 꽃비》 - 정도철 역
- 2016년 tvN 불금불토스페셜 《신데렐라와 네 명의 기사》
- 2017년 네이버TV 웹드라마 《손의 흔적》 - 오빠마 역
- 2018년 웹드라마 《독고 리와인드》 - 구본환 역
- 2020년 tvN 《방법》